# Hartmut Kirste
Hartmut Kirste, eigentlich Hartmut Kirste von Keyserlingk, (* 10. April 1940 in Neunkirchen (Saar)) ist ein deutscher Hörspielregisseur.

## Leben
Hartmut Kirste studierte nach dem Abitur Malerei an der Staatlichen Akademie der Bildenden Künste Stuttgart. Sein Handwerk als Regisseur erlernte er an der Hochschule für Gestaltung Ulm.
Von Ende der 1960er bis Mitte der 2000er Jahre zeichnete Kirste für über 350 Hörspiele als Regisseur verantwortlich, darunter zahlreiche Hörspiele für Kinder und Produktionen in badisch-pfälzischer Mundart. Gelegentlich übernahm er auch kleinere Sprechrollen.
Hartmut Kirste war mit der Autorin Linde von Keyserlingk verheiratet; er lebt in Apfelstetten, einem Ortsteil der Gemeinde Münsingen.

## Hörspielarbeiten

### Regisseur (Auswahl)
- 1969: Opfer für Manitu – Autorin: Margarete Jehn
- 1969: Lauter Luder – Autorin: Anne Dorn
- 1970: Etwas ist aus – Autor: Klaus Roehler
- 1970: Der Fall Cassius – Autorin: Beverly Peirce
- 1971: NPX 32. A Test to Destruction – Autor: Rodney David Wingfield
- 1971: Der Uhrensklave – Autor: Ernst Jandl
- 1972: Zum Beispiel diese fünf Frauen – Autor: Wolfgang Körner
- 1972: Safe – Autor: Jakov Lind
- 1973: Mit mir nich’, Hansi – Autorin: Margarete Jehn
- 1973: Das Überleben der unsterblichen Mimi – Autor: Urs Widmer
- 1974: Trau schau wem – Autor: Louis C. Thomas
- 1974: Gast, fernher – Autor: Markku Lahtela
- 1975: Trieb – Autor: Herwarth Walden
- 1975: ...und aufwecken wollte ich ihn nicht – Autor: Ernst Meister
- 1976: Die Bienenkönige – Autorin: Elfriede Jelinek
- 1976: Horrortrip – Autor: Michael Brett
- 1977: Geschäft am Nachmittag – Autor: Helmut Walbert
- 1977: Der Feuersalamander – Autor: Werner Simon Vogler
- 1978: Im Affenparadies – Autor: Max Zihlmann
- 1978: Musikwalze – Autorin: Helga M. Novak
- 1979: Bedingungen einer schönen Frau – Autor: Helmut Walbert
- 1979: Der Teufel mit den drei goldenen Haaren – nach den Gebrüdern Grimm
- 1980: Der Boden 411 – Autor: Lutz Rathenow
- 1980: Do it yourself – Autor: Bill Stanton
- 1981: Music Hall – Autor: Thomas Rübenacker
- 1981: Jud Süß – Autor: Lion Feuchtwanger
- 1982: Falsches Spiel – Autor: Alec Baron
- 1982: Unledig – Autorin: Hermine Maria Zehl
- 1983: Und was ist, wenn er morgen kommt? – Autor: Helmut Walbert
- 1983: Drei schwere Fälle von Nächstenliebe – Autor: Werner Sprenger
- 1984: Armer Andi – Autor: Hermann Moers
- 1984: Erfolg – Autor: Lion Feuchtwanger
- 1985: Schwimmer – Autor: Christopher Russell
- 1985: Spuren im Schnee – Autor: Hermann Moers
- 1986: Thorsten träumt von seiner Mutter – Autorin: Linde von Keyserlingk
- 1986: Als ob im Bauch die Sonne scheint – Autorin: Evelyne Hardey
- 1987: Die vier Jahreszeiten: Wir suchen den Frühling – Autor: Franz-Maria Sommer
- 1987: Evi hat Angst vorm Kindergarten – Autor: Hermann Moers
- 1988: Augenflimmern – Autor: Alf Poss
- 1988: Durch dick und dünn – Autorin: Heidi Knetsch
- 1989: Einsame sind erpressbar – Autor: Abdel Moneim Laban
- 1990: Albert Pastor kommt nach Hause – Autor: Dashiell Hammett
- 1990: Abwärts – Autor: Edgar Lipki
- 1991: Die Nacht der Dachse – Autor: Graham Blackett
- 1991: Per Anhalter ins All (Folgen 13 bis 29) – Autor: Douglas Adams
- 1992: Der Fall Margret Hess – Autoren: Helga Groß-Wohlfromm und Helmut Dilba
- 1992: Biologie und Tennis – Autor: Alfred Andersch
- 1993: Klara im Regenwald – Autor: Christoph Gahl
- 1993: Lösegeld – Autor: Michael Tait
- 1994: Selle Sach mit Bretterbach – Autorin: Elfie Neubauer-Theis
- 1994: Mord & Co. – Autor: Dashiell Hammett
- 1995: Sofies Welt – Autor: Jostein Gaarder
- 1995: Frühlingsschtimme – Autor: Werner Moser
- 1996: Durch einen Spiegel, in einem dunklen Wort – Autor: Jostein Gaarder
- 1996: Der kleine König Dezember – Autor: Axel Hacke
- 1997: Monolog eines Küchenjungen – Autor: Stefan Finke
- 1997: Betti Kettenhemd – Autor: Albert Wendt
- 1998: Jeder auf eigenes Risiko – Autor: Michael Molsner
- 1998: Der Landgockel – Autor: Thomas Heitlinger
- 1998: Ein Ötzi in Maifelden – Autor: Roland Lang
- 1999: Der Zuhörer – Autorin: Ingrid Bachér
- 1999: Nußknacker und Marie – Autor: E. T. A. Hoffmann
- 2000: Fusionitis akut – Autor: Thomas Heitlinger
- 2001: Aroma – Autor: Johann Jakob Wurster
- 2001: Das liebe Fräulein Birgit – Autorin: Renate Kaminski
- 2002: Doppelleben – Autor: Hermann Ebeling
- 2002: Kommando Wauzi – Autor: Hugo Rendler
- 2003: Die Laus im Pelz – Autor: Gerhard Altfelix
- 2003: Aphrodites Brustband und der Untergang Trojas – Autor: Ernst Konarek
- 2004: Weihnachtsmann polizeilich gesucht – Autoren: Heidi Knetsch und Stefan Richwien

### Regisseur und Bearbeiter (Wort)
- 1971: Veränderungen. Eine Studie für Uta Prantl – Autor: Friedrich Achleitner
- 1997: Sechs Geräusche suchen eine Geschichte – Autor: Christoph Gahl
- 2002: Funkerzählungen aus dem Buch „Kinderkurzweil“ – Autor: Peter Hacks

### Regisseur und Sprecher
- 1970: Paladin – Autor: Giles Cooper
- 1984: Tatütata – Der Krankenwagen holt die Nachbarin – Autor: Dirk Walbrecker
- 1989: Potsdamer Ableben – Autorin: Pieke Biermann
- 1990: Schinderhannes – Autor: Gerd Fuchs
- 1992: Der Mann im 6.15-Uhr-Zug – Autoren: John Owen und James Parkinson
- 1994: Der Mann, der im Weg stand – Autor: Dashiell Hammett
- 1995: Em Martn Maier sein Frauetraum – Autor: Martin Maier
- 1997: Das Pokalfinal' – Autor: Thomas Heitlinger
- 1999: s'Blaue vom Himmel – Autorin: Luise Besserer
- 1999: Glück aus der Tonne – Autor: Werner Moser
- 2000: Eine alltägliche Geschichte – Autor: Friedrich Alfred Schiler
- 2000: Herbst Zeitlos – Autor: Gerhard Altfelix
- 2002: Babuschka – Autoren: Alfred Marquart und Widmar Puhl

### Sprecher
- 1968: Ein Polizist kommt selten allein – Autor: Berkely Mather – Regie: Fritz Schröder-Jahn

### Autor
- 1985: Peter Zwetkoff – Musiker und Zeitgenosse – Mitautor: Hans Gerd Krogmann – Regie. Hermann Naber

## Auszeichnungen
- 1978: Hörspiel des Monats Dezember für Musikwalze
- 1983: Hörspiel des Monats August für Drei schwere Fälle von Nächstenliebe
- 1992: Hörspiel des Monats August für Biologie und Tennis